# Brouwerij Urthel
Brouwerij Urthel (voorheen Brouwerij De Leyerth) is een voormalige Belgische brouwerij te Ruiselede in de provincie West-Vlaanderen.

## Geschiedenis
Hildegard (Odette) Overmeire studeerde af als industrieel ingenieur met als specialisatie brouwerij. Na enkele jaren les geven en andere opdrachten voor brouwerijen begon ze in 2000 met het brouwen van eigen bier, samen met haar man Bas van Ostaden die onder meer tekenaar is en de tekeningen voor de etiketten maakt. Rond het bier fantaseren ze Erthel-legenden. Sinds 2007 worden de Urthel-bieren gebrouwen in brouwerij De Koningshoeven in Berkel-Enschot (bekend van La Trappe).
In februari 2011 werd een microbrouwerij gekocht en geïnstalleerd, zodat er vanaf juli 2011 niet meer sprake is van bierfirma Brouwerij De Leyerth maar van microbrouwerij Urthel. De MBS 150 Microbrewery is ontworpen door de Italiaanse firma Spadoni en heeft een brouwketel van 150 liter. De drie basisbieren bleven gebrouwen bij La Trappe en de microbrouwerij wordt gebruikt voor het experimenteren met nieuwe bieren.
In 2012 werd het merk Urthel overgekocht door Royal Swinkels. Sinds 2017 worden de Urthel-bieren gebrouwen bij brouwerij Palm te Steenhuffel, eveneens in handen van de nieuwe eigenaars.
De naam "Brouwerij Urthel" is stopgezet, maar Hildegard Overmeire brouwt in haar microbrouwerijtje nog wel bier voor plaatselijk verbruik in haar eet- en brouwhuis. Een tijdlang maakte ze ook een speciaalbier voor het restaurant Pure C van Sergio Herman.

## Voormalige bieren
- Urthel Saisonnière, blond, 6%
- Urthel Hop-It, blonde IPA, 9,5%
- Urthel Samaranth, amber, 11,5%